# Ezio Toffolutti
Ezio Toffolutti (Venezia, 1944) è uno scenografo, costumista, regista e pittore italiano.

## Biografia
Ezio Toffolutti ha studiato scenografia e pittura presso l'Accademia delle Belle Arti Venezia. Dopo la laurea ha lavorato come designer e architetto in progetti di urbanistica e mostre a Verona. Nel 1971 si reca al teatro Volksbühne nell'allora Berlino Est.
Ha lavorato come scenografo e costumista nei teatri d´opera e prosa di Berlino, Monaco, Vienna, Linz, Torino, Parigi, Roma, Bruxelles, Ginevra, Zurigo, Amburgo, Milano, Atene, Helsinki e Stoccolma, collaborando con vari registi, tra i quali Benno Besson, Hans Lietzau, Harry Kupfer, Johannes Schaaf, Nikolaus Lehnhoff, Michael Cacoyannis, Jérôme Savary, Claude Stratz e Katharina Thalbach. Nel 2013 ha allestito la messa in scena di "Zement" di Heiner Müller per la regia di Mitko Gottschefs.
Sue scenografie e costumi sono stati visti ai Festival di Avignone, Spoleto, Glyndebourne e Parma, alla Biennale di Venezia, alle Wiener Festwochen e al Festival di Salisburgo.
Dal 1983 è stato regista sia nel teatro di prosa che nel teatro musicale. Tra le opere più importanti vi sono Il delirio del padrone di casa Bassa di Rosso di San Secondo e Zobeide di Carlo Gozzi. Ha curato la regia del Matrimonio segreto di Domenico Cimarosa alla Kammeroper di Vienna, Don Giovanni alla National Reisoper nei Paesi Bassi  e ha messo in scena Il Flauto magico e Lucia di Lammermoor all'Aalto-Theater di Essen. Al Ludwigsburger Schlossfestspiele 2008 ha messo in scena la prima mondiale del Singspiel Love and Jealousy di E.T.A. Hoffmann, che è stata eseguita anche allo Staatstheater am Gärtnerplatz di Monaco di Baviera. La sua messa in scena di Così fan tutte di Mozart ha accompagnato con grande successo la riapertura del Teatro dell'Opera di Parigi Palais Garnier nel 1996. Quest'opera è ora entrata a far parte del repertorio del Palais Garnier, dove è stata ripresa nel 2011 e 2014. È stata anche eseguita al Teatro La Fenice di Venezia, dove era già stato messo in scena il suo Amore delle tre melarance di Sergei Prokofiev (co-diretto da Benno Besson).
Toffolutti è stato premiato più volte con il Berlin Critics' Award, ha ricevuto la medaglia Kainz e nel 2001 due volte il Prix Molière.
Dal 2002 al 2007 Toffolutti ha insegnato scenografia presso la nuova Facoltà di Design e Arti dell'Università di Architettura di Venezia. Nel 2004 ha tenuto una master class (college) presso la Fondazione Calouste Gulbenkian di Lisbona. Tra il 2002 e il 2009 è stato direttore del corso Stage Design e Stage Costume presso l'Accademia delle belle arti di Monaco di Baviera. Nel 2010 ha tenuto una mostra delle sue opere presso l'Accademia di belle arti di Venezia.
Toffolutti vive a Venezia, dove ha fondato il progetto CinemaToffolutti nel 2009 alla Giudecca.

## Studenti (selezione)
- Isabelle Kittnar